# 知的自由
知的自由（Intellectual freedom）は、制限なしにアイデアを持ち、受け取り、広める自由。民主主義社会の不可欠な要素と見なされている知的自由は、自治的で十分な情報に基づいた市民生活の基盤として、アイデアや情報にアクセスし、探求し、検討し、表現する個人の権利を保護する。知的自由は、表現・報道の自由の基盤を構成し、情報の自由とプライバシーの権利に関連している。
国際連合は、世界人権宣言の第19条を通じて、知的自由を基本的人権として支持している。 
知的自由の現代の概念は、禁書への反対から発展した。それはいくつかの業種や運動によって促進されている。それらの事物には、図書館、教育、自由ソフトウェア運動が含まれる。 